# Belén González Peñalba
Belén González Peñalba, conocida también por el sobrenombre de Carmen (Beasáin, 23 de diciembre de 1957-San Sebastián, 16 de noviembre de 2017), fue una terrorista española, dirigente de la banda Euskadi Ta Askatasuna (ETA) a finales del siglo XX. Participó en varios atentados con víctimas mortales y llegó a amasar una suma de más de 700 años de prisión por diferentes condenas. Fue también una de las etarras que participó en las negociaciones con el Gobierno de Felipe González (PSOE) y con el de José María Aznar (PP).

## Biografía
Natural de la localidad guipuzcoana de Beasáin, accedió a ETA en la década de los setenta, como parte del comando Madrid. Iñaki de Juana Chaos llegaría a ser responsable de este comando, en el que González coincidió también con otros etarras como José Luis Urrusolo Sistiaga, Juan Manuel Soares Gamboa, Esteban Esteban Nieto e Inés del Río Prada. Tras un breve periodo huida en Francia, regresó a la capital de España. Integrada en este comando, participó en varios atentados con víctimas mortales, incluidas Vicente Romero González-Calatayud y su chófer, Juan García Jiménez; Fausto Escrigas Estrada, vicealmirante de la Armada, y Eugene Kenneth Brown, que murió por las heridas que le causó la onda expansiva de un coche bomba que hicieron explotar al paso de un furgón de la Guardia Civil. También participó en 1983 en el secuestro del empresario Diego Prado y Colón de Carvajal, que permaneció en cautiverio un total de 72 días. En total, sería condenada años más tarde a más de 700 años de cárcel.
De Madrid huyó a Argel, donde, en la segunda mitad de la década de 1980 y junto con Eugenio Etxebeste e Iñaki Arakama Mendia, entabló conversaciones en nombre de ETA con el segundo Gobierno de Felipe González. En 1999, esta vez en la ciudad suiza de Zúrich y acompañada de Mikel Albisu y Vicente Goikoetxea Barandiaran, también mantuvo reuniones con interlocutores que contaban con el beneplácito del primer Gobierno de José María Aznar. Habiendo fracasado en las negociaciones, González estuvo huida en diferentes puntos tanto de Europa como de América del Sur. Fue detenida en 2005.
Estuvo presa en los centros penitenciarios de Soto del Real, Villanubla y La Lama. Enferma de cáncer desde 2009, se le permitió seguir cumpliendo condena en régimen de prisión atenuada. Falleció en el Instituto Oncológico de San Sebastián el 16 de noviembre de 2017. Tenía 59 años.